# الزومبي الكوري
تشان سونغ جونغ (بالهانغل: 정찬성؛ مواليد 17 مارس 1987) والمعروف باسم الحلبة الزومبي الكوري، هو مُقاتل فنون قتالية مختلطة محترف سابق من كوري جنوبي.
نافس في فئة وزن الريشة في يو إف سي. منافس محترف منذ عام 2007، نافس جونغ سابقًا في بطولة وورلد إكستريم كايج فايتينج، وبانكريس، وطريق النصر العالمي، وعميق. لقبه، الزومبي الكوري، يأتي من قدرته الشبيهة بالزومبي على الاستمرار في المضي قدمًا والقتال بقوة، حتى بعد تلقي ضربات قوية.

## مسيرته في فنون القتال المختلطة

### يو إف سي
للمرة الأخيرة في مسيرته المهنية في الفنون القتالية المختلطة، واجه جونغ ماكس هولواي في 26 أغسطس 2023 في حدث يو إف سي على إي إس بي إن 225. خسر جونغ أمام هولواي في الجولة الثالثة عن طريق ضربة قاضية ثم أعلن اعتزاله بعد القتال. أكسب هذا النزال المقاتلين مكافأة قتال الليلة.

## حياته الشخصية
جونغ لديه ابنتان وابن واحد. في عام 2014 تزوج من صديقته بارك سون يونغ.

## فيلموغرافيا

### المسلسلات التلفزيونية
| العام | العنوان         | الدور | الملاحظات        | م.     |
| ----- | --------------- | ----- | ---------------- | ------ |
| 2024  | الشرطي المتباهي | نفسه  | كاميو (الحلقة 1) | [ 11 ] |

### البرامج التلفزيونية
| العام     | العنوان | الدور  | الملاحظات | م.     |
| --------- | ------- | ------ | --------- | ------ |
| 2022–2023 | مقاتل   | مينتور |           | [ 12 ] |

### الظهور في مقاطع الفيديو الموسيقية
| العام | عنوان الأغنية | الفنان                | م.     |
| ----- | ------------- | --------------------- | ------ |
| 2021  | «أحمر شفاه»   | لي هي (مع يون مي راي) | [ 13 ] |

## سجل فنون القتال المختلطة
| السجل المهني |        |         |
| 25 نزال      | 17 فوز | 8 خسارة |
| ضربة قاضية   | 6      | 5       |
| إخضاع        | 8      | 0       |
| قرار القضاة  | 3      | 3       |

| النتيجة | السجل | الخصم               | الطريقة                         | الحدث                                              | التاريخ        | الجولة | الوقت | المكان                                        | الملاحظات                                                                    |
| ------- | ----- | ------------------- | ------------------------------- | -------------------------------------------------- | -------------- | ------ | ----- | --------------------------------------------- | ---------------------------------------------------------------------------- |
| خسر     | 17–8  | ماكس هولواي         | ضربة قاضية (بلكمة)              | يو إف سي على إي إس بي إن: هولواي ضد الزومبي الكوري | 26 أغسطس 2023  | 3      | 0:23  | كالانغ، سنغافورة                              | قتال الليلة. نزال الاعتزال.                                                  |
| خسر     | 17–7  | ألكسندر فولكانوفسكي | ضربة فنية قاضية (باللكمات)      | يو إف سي 273                                       | 9 أبريل 2022   | 4      | 0:45  | جاكسونفيل، فلوريدا، الولايات المتحدة          | على لقب بطولة يو إف سي لوزن الريشة.                                          |
| فاز     | 17–6  | دان إيج             | قرار القضاة (بالإجماع)          | يو إف سي على إي إس بي إن: الزومبي الكوري ضد إيجي   | 19 يونيو 2021  | 5      | 5:00  | لاس فيغاس، نيفادا، الولايات المتحدة           |                                                                              |
| خسر     | 16–6  | برايان أورتيغا      | قرار القضاة (بالإجماع)          | يو إف سي ليلة القتال: أورتيغا ضد الزومبي الكوري    | 18 أكتوبر 2020 | 5      | 5:00  | أبو ظبي، الإمارات العربية المتحدة             |                                                                              |
| فاز     | 16–5  | فرانكي إدغار        | ضربة فنية قاضية (باللكمات)      | يو إف سي ليلة القتال: إدغار ضد الزومبي الكوري      | 21 ديسمبر 2019 | 1      | 3:18  | بوسان، كوريا الجنوبية                         | أداء الليلة.                                                                 |
| فاز     | 15–5  | ريناتو مويكانو      | ضربة فنية قاضية (باللكمات)      | يو إف سي ليلة القتال: مويكانو ضد الزومبي الكوري    | 22 يونيو 2019  | 1      | 0:58  | غرينفيل، كارولاينا الجنوبية، الولايات المتحدة | أداء الليلة.                                                                 |
| خسر     | 14–5  | يائير رودريغيز      | ضربة قاضية (بالكوع)             | يو إف سي ليلة القتال: الزومبي الكوري ضد رودريغيز   | 10 نوفمبر 2018 | 5      | 4:59  | دنفر، كولورادو، الولايات المتحدة              | قتال الليلة. الرقم القياسي (بالتعادل) لأبعد إنهاء في تاريخ يو إف سي في 4:59. |
| فاز     | 14–4  | دينيس بيرموديز      | ضربة قاضية (بلكمة)              | يو إف سي ليلة القتال: بيرموديز ضد الزومبي الكوري   | 4 فبراير 2017  | 1      | 2:49  | هيوستن، تكساس، الولايات المتحدة               | أداء الليلة.                                                                 |
| خسر     | 13–4  | خوسيه ألدو          | ضربة فنية قاضية (باللكمات)      | يو إف سي 163                                       | 3 أغسطس 2013   | 4      | 2:00  | ريو دي جانيرو، البرازيل                       | على لقب بطولة يو إف سي لوزن الريشة.                                          |
| فاز     | 13–3  | داستن بورييه        | إخضاع فني (خنق دآرس)            | UFC on Fuel TV: The Korean Zombie vs. Poirier      | 15 مايو 2012   | 4      | 1:07  | فيرفاكس، فيرجينيا، الولايات المتحدة           | أفضل إخضاع في الليلة. قتال الليلة. أفضل إخضاع في العام.                      |
| فاز     | 12–3  | مارك هومينيك        | ضربة قاضية (باللكمات)           | يو إف سي 140                                       | 10 ديسمبر 2011 | 1      | 0:07  | تورونتو، أونتاريو، كندا                       | أفضل ضربة قاضية في الليلة.                                                   |
| فاز     | 11–3  | ليونارد غارسيا      | إخضاع (بالإعصار)                | يو إف سي ليلة القتال: نوغيرا ضد دايفز              | 26 مارس 2011   | 2      | 4:59  | سياتل، واشنطن، الولايات المتحدة               | أفضل إخضاع في الليلة.                                                        |
| خسر     | 10–3  | جورج روب            | ضربة قاضية (ركلة رأس)           | دبليو إيه سي 51                                    | 30 سبتمبر 2010 | 2      | 1:30  | بورمفيلد، كولورادو، الولايات المتحدة          |                                                                              |
| خسر     | 10–2  | ليونارد غارسيا      | قرار القضاة (بالانقسام)         | دبليو إيه سي 48                                    | 24 أبريل 2010  | 3      | 5:00  | ساكرامنتو، كاليفورنيا، الولايات المتحدة       | قتال الليلة.                                                                 |
| فاز     | 10–1  | مات جاغرز           | إخضاع (خنق المثلث)              | طريق النصر العالمي يقدم: سينجوكو 9                 | 2 أغسطس 2009   | 2      | 1:25  | سايتاما، اليابان                              | النزال الاحتياطي لجائزة سينجوكو الكبرى لوزن الريشة 2009.                     |
| خسر     | 9–1   | ماسانوري كانيهارا   | قرار القضاة (بالإجماع)          | طريق النصر العالمي يقدم: سينجوكو 8                 | 2 مايو 2009    | 3      | 5:00  | طوكيو، اليابان                                | ربع نهائي بطولة الجائزة الكبرى لوزن الريشة سينجوكو 2009.                     |
| فاز     | 9–0   | شينتارو إيشواتاري   | إخضاع (خنق خلفي عاري)           | طريق النصر العالمي يقدم: سينجوكو 7                 | 20 مارس 2009   | 1      | 4:29  | طوكيو، اليابان                                | جائزة سينجوكو الكبرى لوزن الريشة 2009 الجولة الأولى.                         |
| فاز     | 8–0   | فنجن سن             | ضربة قاضية (بلكمة)              | ديب: 39 تأثير                                      | 10 ديسمبر 2008 | 1      | 0:17  | أوكاياما، اليابان                             |                                                                              |
| فاز     | 7–0   | ميتشيرو أوميجاوا    | قرار القضاة (بالإجماع)          | ديب: المصارع                                       | 16 أغسطس 2008  | 2      | 5:00  | أوكاياما، اليابان                             |                                                                              |
| فاز     | 6–0   | جونغ هون تشو        | قرار القضاة (بالإجماع)          | كوريا إف سي                                        | 31 مايو 2008   | 3      | 5:00  | غانغوون، كوريا الجنوبية                       | فاز ببطولة كوريا إف سي وزن 65 كجم.                                           |
| فاز     | 5–0   | داي هان تشوي        | إخضاع (خنق المثلث)              | كوريا إف سي                                        | 31 مايو 2008   | 1      | 3:38  | غانغوون، كوريا الجنوبية                       | نصف نهائي بطولة كوريا إف سي وزن 65 كجم.                                      |
| فاز     | 4–0   | جونغ بوم تشوي       | إخضاع (الضغط على الذراع)        | كوريا إف سي                                        | 31 مايو 2008   | 1      | 2:15  | غانغوون، كوريا الجنوبية                       | الظهور الأول في وزن الريشة. ربع نهائي بطولة كوريا الجنوبية إف سي 65 كجم.     |
| فاز     | 3–0   | هيونغ جول لي        | ضربة فنية قاضية (باللكمات)      | بانكريس: بطولة كوريا الدم الجديد 2007              | 16 ديسمبر 2007 | 1      | 3:27  | بوسان، كوريا الجنوبية                         | فاز بلقب بطولة بانكريس كوريا الدم الجديد للوزن الخفيف.                       |
| فاز     | 2–0   | إن سوك يو           | إخضاع (خنق خلفي عاري)           | بانكريس: بطولة كوريا الدم الجديد 2007              | 16 ديسمبر 2007 | 1      | 2:34  | بوسان، كوريا الجنوبية                         | نصف نهائي بطولة بانكريس كوريا الدم الجديد للوزن الخفيف.                      |
| فاز     | 1–0   | هيونغ جول لي        | إخضاع (الضغط العكسي على الذراع) | مهرجان سوبر سامبو                                  | 24 يونيو 2007  | 2      | 3:07  | غيونغجو، كوريا الجنوبية                       | أول ظهور في الوزن الخفيف.                                                    |

## نزالات الدفع مقابل المشاهدة
| #  | الحدث        | النزال                        | التاريخ      | المكان                                     | المدينة                              | المبلغ      |
| -- | ------------ | ----------------------------- | ------------ | ------------------------------------------ | ------------------------------------ | ----------- |
| 1. | يو إف سي 163 | ألدو ضد الزومبي الكوري        | 3 أغسطس 2013 | صالة إتش إس بي سي                          | ريو دي جانيرو، البرازيل              | 180،000     |
| 2. | يو إف سي 273 | فولكانوفسكي ضد الزومبي الكوري | 8 أبريل 2022 | الساحة التذكارية للمحاربين القدامى في ستار | جاكسونفيل، فلوريدا، الولايات المتحدة | لم يُكشف عنه |

## الجوائز والترشيحات
| حفل توزيع الجوائز           | العام | الفئة                 | المرشح / العمل | النتيجة | م.     |
| --------------------------- | ----- | --------------------- | -------------- | ------- | ------ |
| جوائز مسلسلات التنين الأزرق | 2022  | أفضل فنان ترفيهي جديد | نادي المقاتل   | رُشِّح     | [ 17 ] |

## وصلات خارجية
- تشان سونغ جونغ على موقع يو إف سي (الإنجليزية)
- تشان سونغ جونغ على موقع شيردوغ (الإنجليزية)
- تشان سونغ جونغ على موقع Tapology.com (الإنجليزية)
- تشان سونغ جونغ على موقع IMDb (الإنجليزية)
- تشان سونغ جونغ على موقع قاعدة بيانات الفيلم (الإنجليزية)